# Ocotea sarcodes
Ocotea sarcodes är en lagerväxtart som beskrevs av Lorea-hern.. Ocotea sarcodes ingår i släktet Ocotea och familjen lagerväxter. Inga underarter finns listade i Catalogue of Life.